# جورج دونكان
جورج دونكان (بالإنجليزية: George Duncan)‏ هو رسام أسترالي ونيوزيلندي، ولد في 7 يناير 1904 في أوكلاند في نيوزيلندا، وتوفي في 8 مايو 1974.